# Hillsborough River State Park
L'Hillsborough River State Park è un parco situato a nord di Hillsborough County, Florida, vicino a Zephyrhills (che si trova nella Contea di Pasco), accanto a Tampa.
Il parco è costituito da oltre 2.990 acri e ci sono più di sette miglia di sentieri che lo attraversano. Le attività popolari includono pesca, canoa, kayak, picnic, campeggio, birdwatching, escursionismo, trail running e fotografia. Il parco ha campeggi premiati, un ristorante e un gift shop. Canoe e biciclette possono essere noleggiate al suo interno.

## Galleria d'immagini

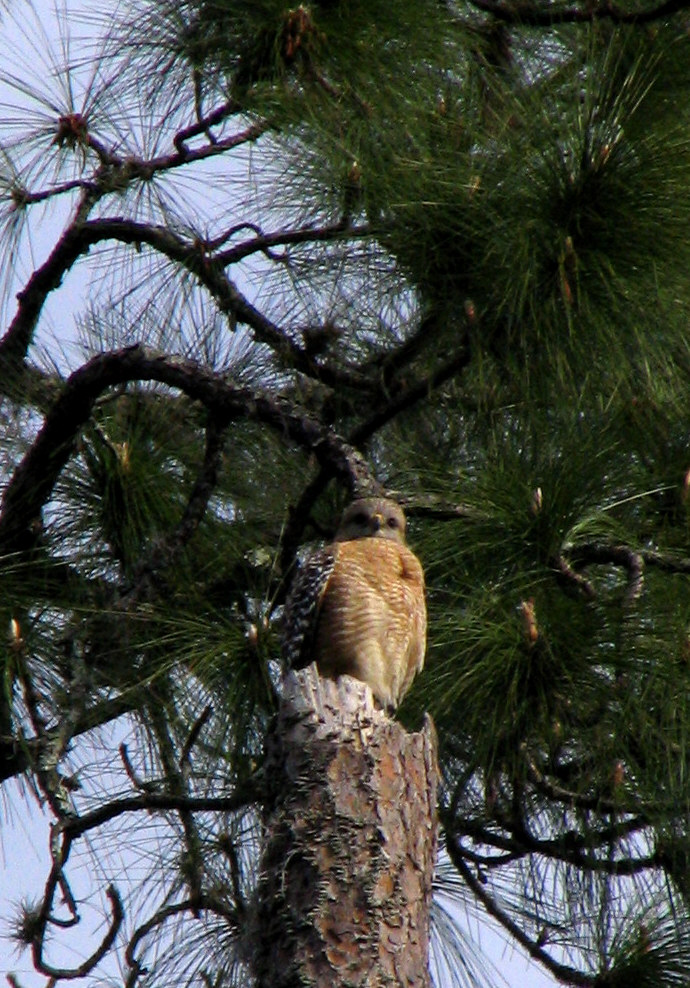
Buteo lineatus
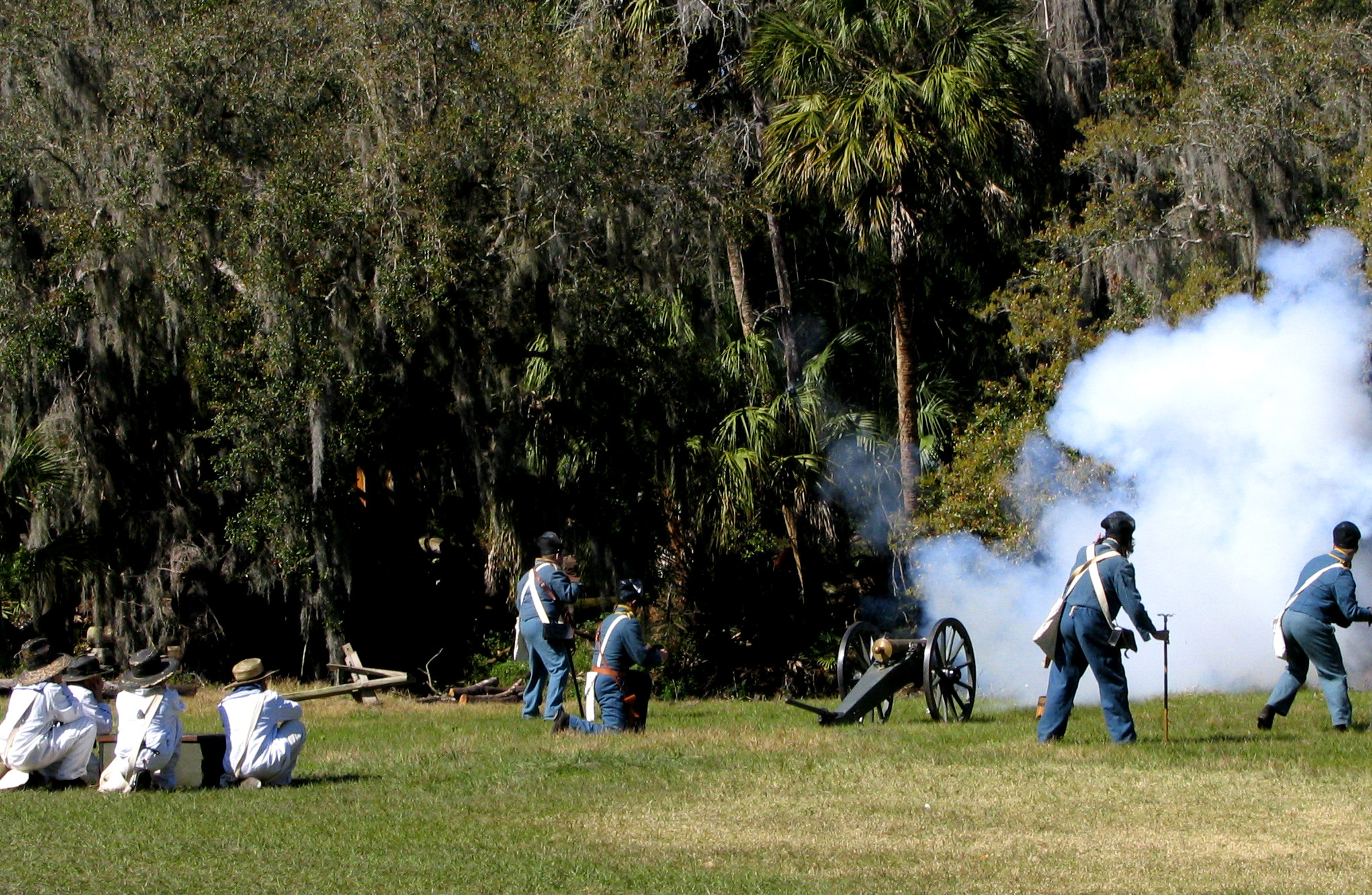
Ricostruzione delle Guerre seminole
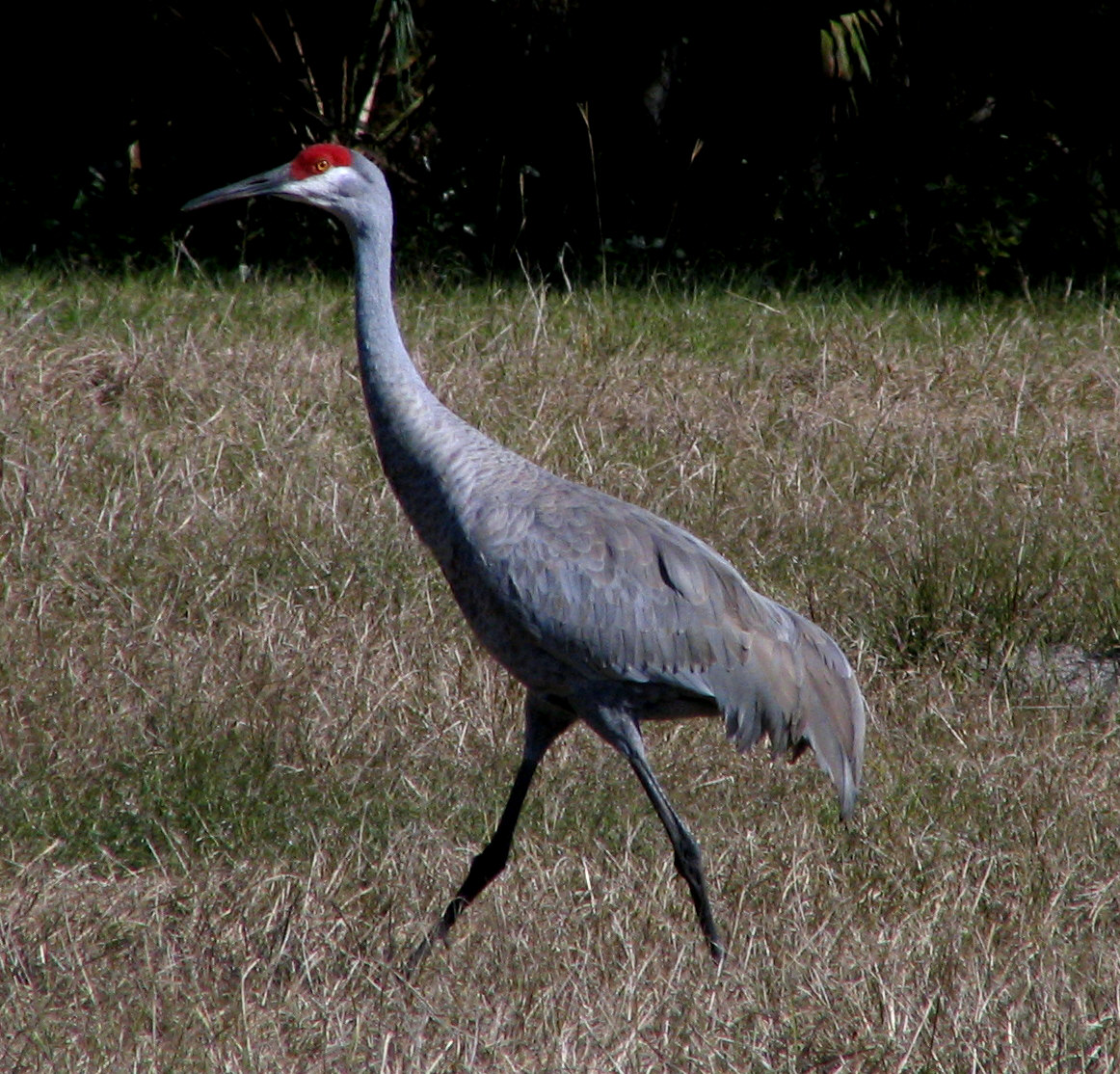
Antigone canadensis
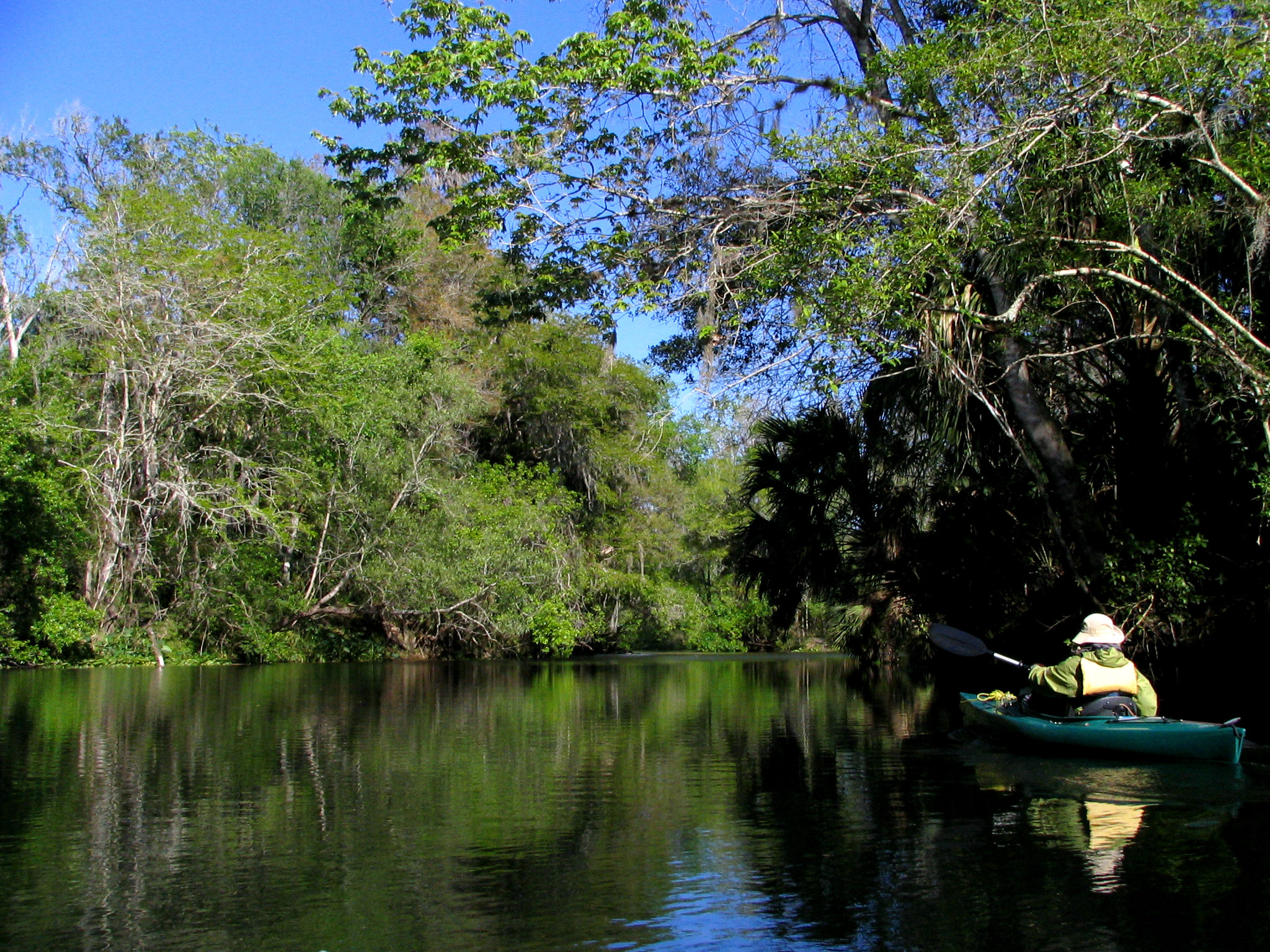
Pagaiando sull'Hillsborough River
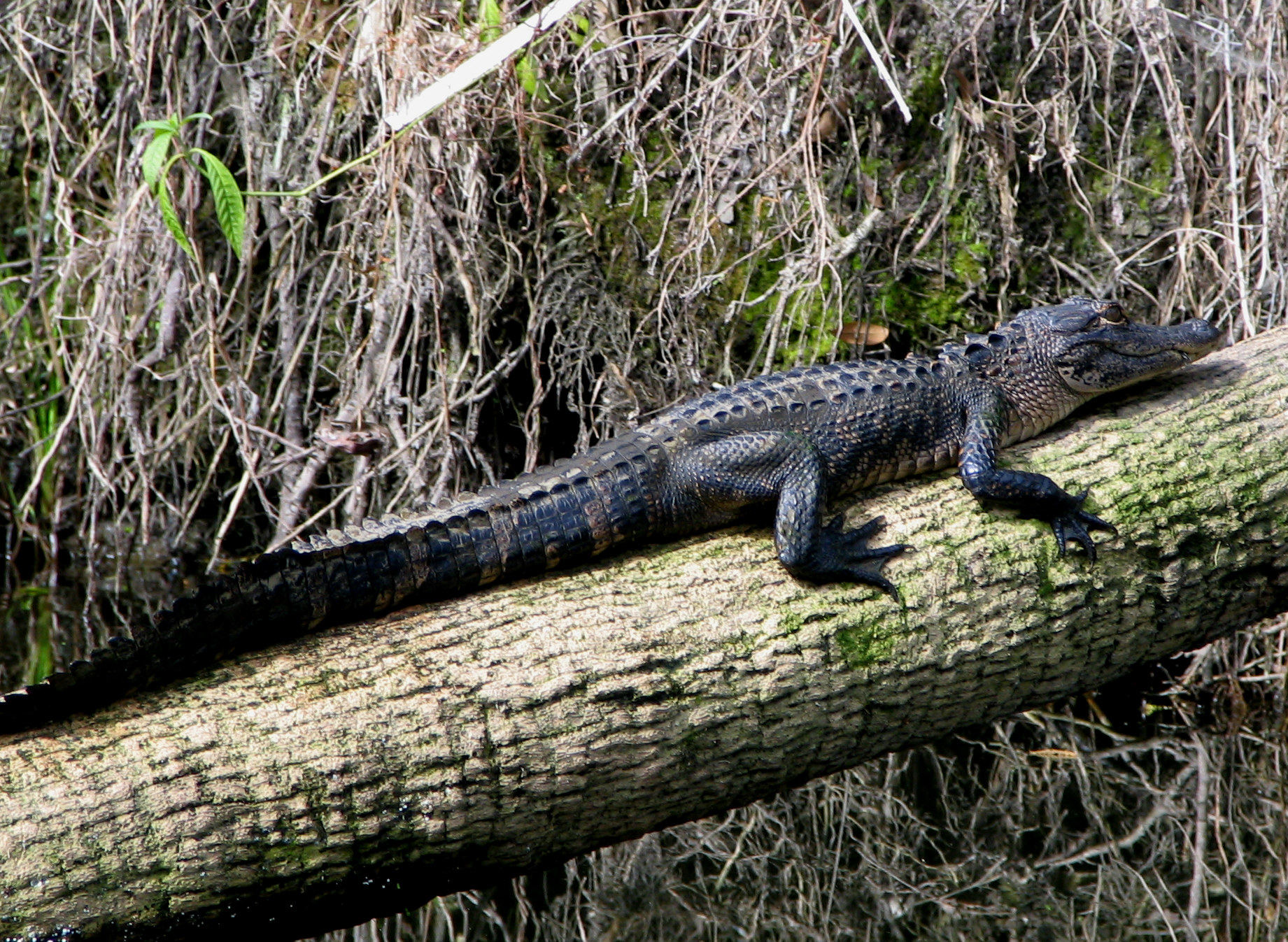
Un alligatore nel fiume
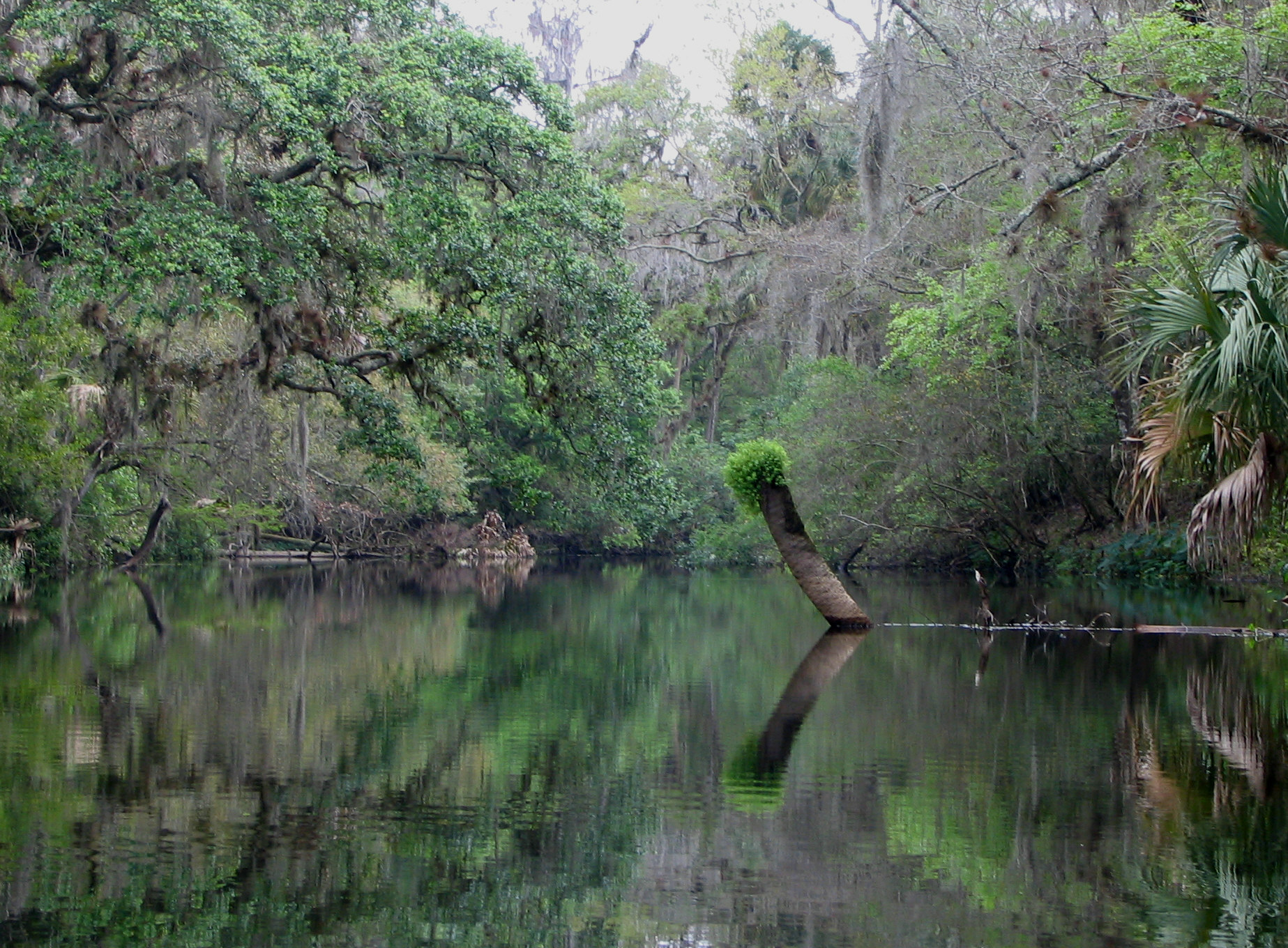
Sponda dell'Hillsborough River
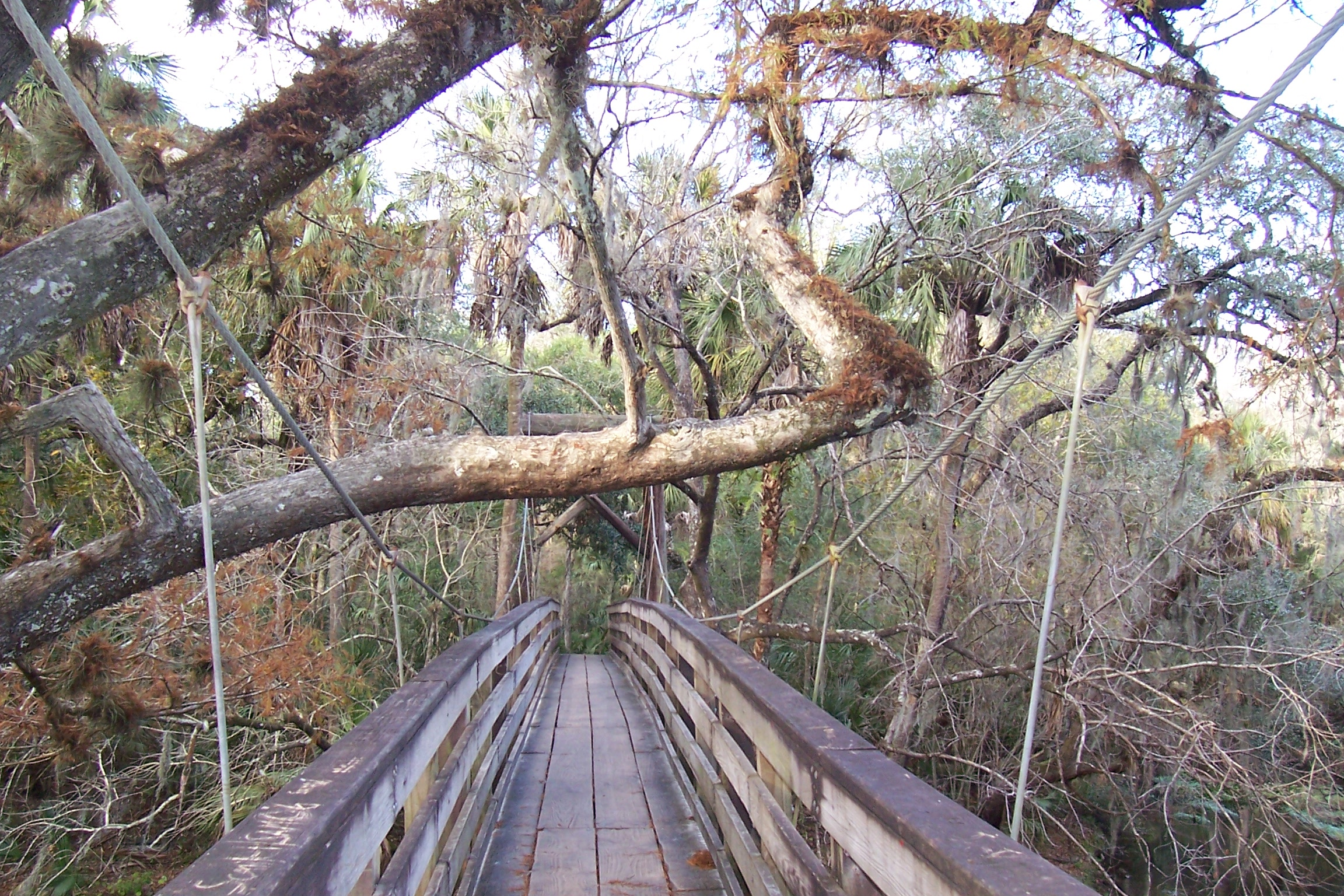
Il ponte sospeso
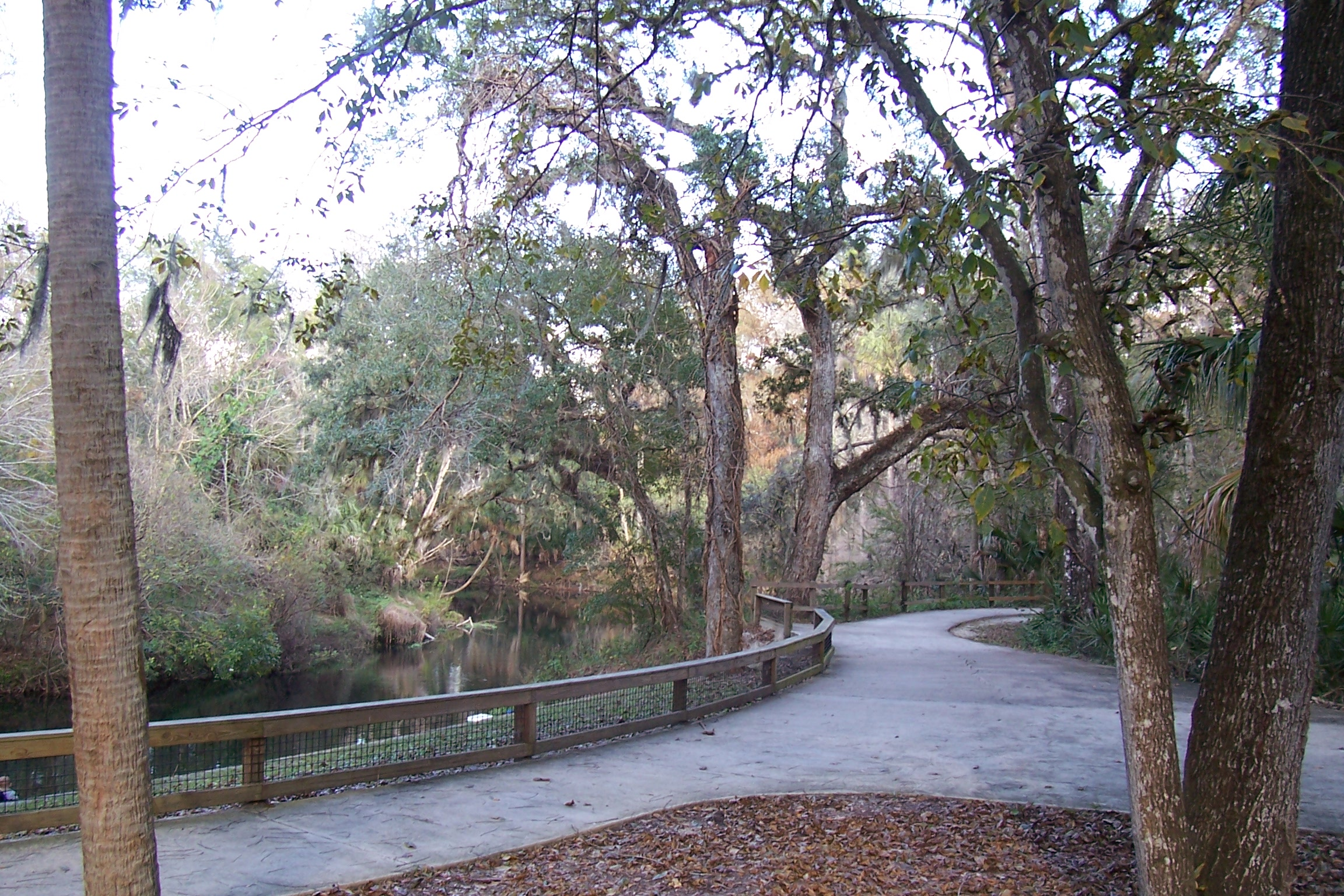
Passeggiata pressol'Hillsborough River
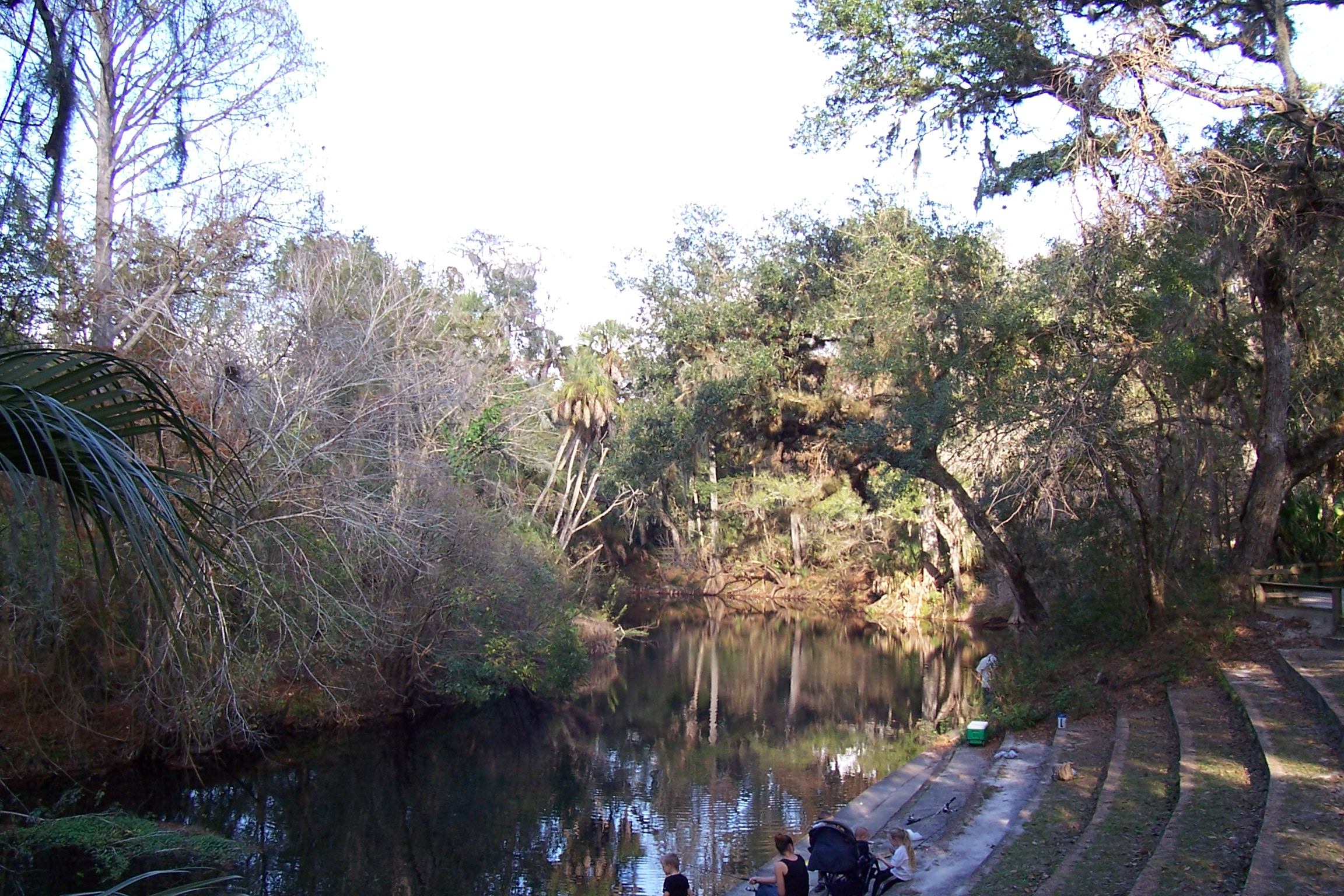
L'anfiteatro